# Michèle Beugnet
Michèle Beugnet (* 15. April 1950) ist eine ehemalige französische Leichtathletin, die sich auf den Sprint spezialisiert hat.

## Sportliche Laufbahn
Erste internationale Erfahrungen sammelte Michèle Beugnet vermutlich im Jahr 1971, als sie bei den Halleneuropameisterschaften in Sofia mit 7,6 s im Halbfinale im 60-Meter-Lauf ausschied. Im August belegte sie bei den Freiluft-Europameisterschaften in Helsinki mit der französischen 4-mal-100-Meter-Staffel in 45,50 s den siebten Platz, ehe sie bei den Mittelmeerspielen in Izmir in 12,1 s die Bronzemedaille im 100-Meter-Lauf hinter der Italienerin Cecilia Molinari und ihrer Landfrau Nicole Pani gewann. Zudem gewann sie auch mit der Staffel in 45,6 s die Silbermedaille hinter dem italienischen Team. Im Jahr darauf schied sie bei den Halleneuropameisterschaften in Grenoble mit 6,52 s im Semifinale über 50 Meter aus und gewann mit der 4-mal-180-Meter-Staffel in 1:27,6 min die gemeinsam mit Christiane Marlet, Claudine Meire und Nicole Pani die Silbermedaille hinter dem Team aus der Bundesrepublik Deutschland. 1973 kam sie bei den Halleneuropameisterschaften in Rotterdam mit 7,65 s nicht über den Vorlauf über 60 Meter hinaus und beendete daraufhin ihre aktive sportliche Karriere im Alter von 23 Jahren.

## Persönliche Bestleistungen
- 100 Meter: 11,7 s, 1971
  - 50 Meter (Halle): 6,46 s, 2. März 1972 in Grenoble
  - 60 Meter (Halle): 7,65 s, 11. März 1973 in Rotterdam